# ريوجي أوكادا
ريوجي أوكادا (باليابانية: 岡田 竜二) (6 سبتمبر 1974 في شيزوكا في اليابان – )؛ هو لاعب كرة قدم سابق كان يلعب كمهاجم.

## وصلات خارجية
- ريوجي أوكادا على موقع رابطة كرة القدم اليابانية للمحترفين (اليابانية)
- ريوجي أوكادا على موقع عالم كرة القدم.نت (الإنجليزية)